# Citroën Ami
Citroën Ami (рус. Ситрое́н Ами, фр. ami — «друг») — французский легковой автомобиль, выпускавшийся с 1961 по 1979 год.
Ami 6 был одной из попыток поднять уровень продаж. Более мощный, чем 2CV, благодаря двигателю 602 см3 с оппозитно расположенными цилиндрами, Ami имел довольно эксцентричный вид. Он как будто был слеплен из одной части 2CV и из одной части DS, а заднее стекло с наклоном в обратную сторону напоминало Ford Anglia. Журнал Businessweek включил «Ами» 1961 года в список пятидесяти самых уродливых автомобилей второй половины XX в. Продажи во Франции были высокими, но непривычный вид отпугнул покупателей в других странах, поэтому в 1969 году Citroën сделал заднее стекло обычным, добавил новую решётку и дисковые тормоза на передние колеса, дав всему этому имя Ami 8.
В 1972 году «Ами» стали оснащать четырёхцилиндровым двигателем от GS объёмом 1015 см3, благодаря чему существенно улучшились динамические характеристики автомобиля. Модель получила название Ami Super.